# Rafael Brancatelli

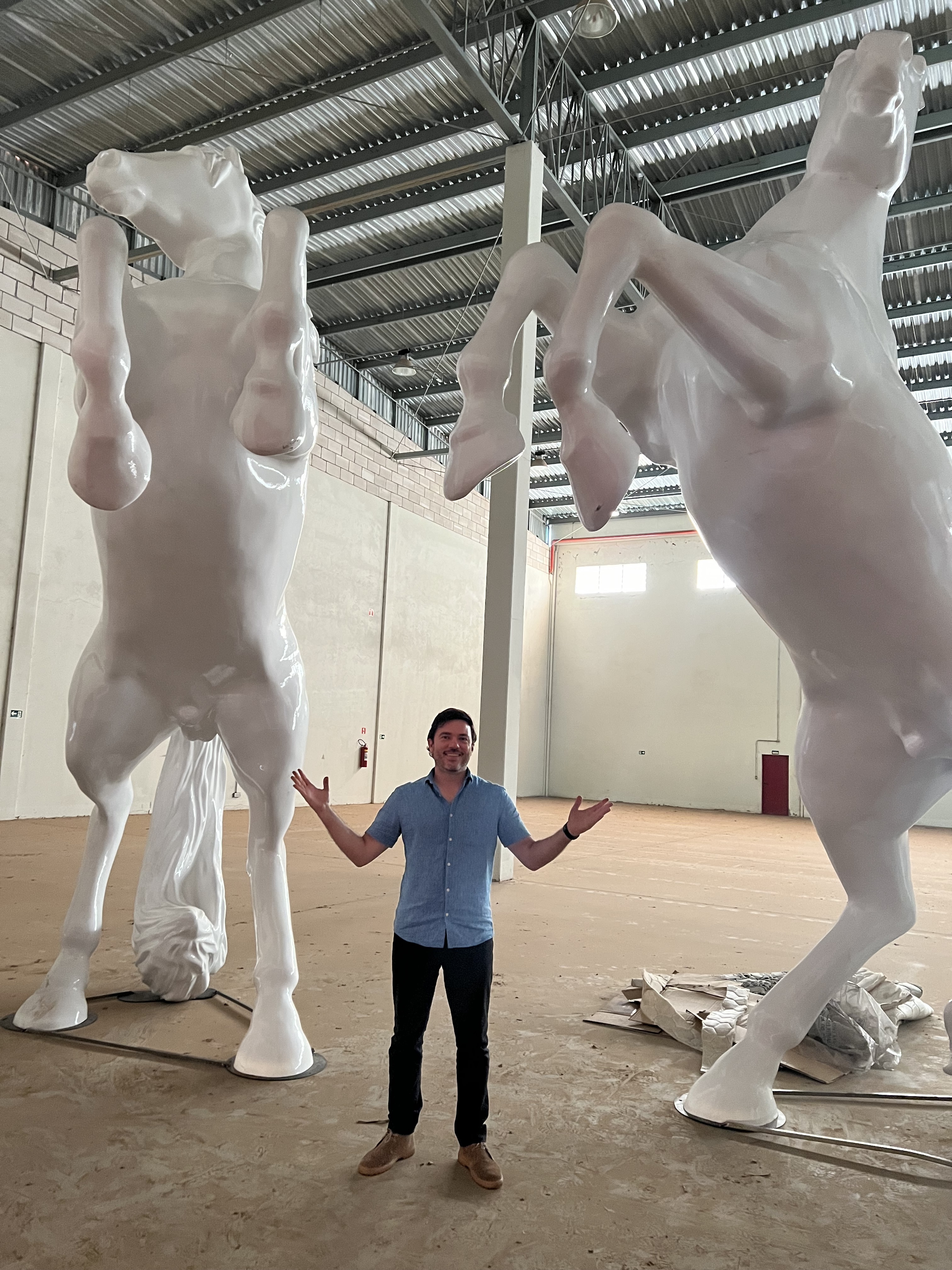
Escutura de Cavalos Brancos de Rafael

Rafael Pacífico Brancatelli (1980 ou 1981) é um arquiteto, empresário e artista plástico brasileiro.

## Vida pessoal
Brancatelli é casado e tem quatro filhos e vive com a família na cidade de Mairiporã-SP, na Serra da Cantareira, onde também é seu ateliê.

## Biografia
Em sua infância, morou em Buenos Aires, na Argentina, com sua família em um bairro de imigrantes italianos. Por volta dos sete anos de idade, voltou ao Brasil. Brancatelli cresceu na Mooca, onde estudou em escola pública, foi vendedor e desenhou peças para uma fábrica de chuveiros para pagar a faculdade.
Em 2006, iniciou seus trabalhos na construção civil, com ênfase na realização de projetos de arquitetura corporativa, incluindo obras de arte. Ele é sócio-diretor da construtura Dmaisb, especializada na execução de obras rápidas. Seus principais clientes são empresas e hotéis.
Notorizou-se por ter projetado junto com Pablo Spyer o Touro de Ouro, que foi colocado em frente ao prédio da B3. A estátua foi alvo de protestos anticapitalistas e acusada de plagear o Touro de Wall Street, o que é negado por Brancatelli e Spyer. Em comunicado oficial, a B3 explicou que o Touro de Ouro representa a força e a resiliência do povo brasileiro, além de fazer parte de um movimento pela retomada e valorização do centro de São Paulo.
A inspiração de Brancatelli para a elaboração do projeto foi o signo de Touro e o interesse da B3 foi a oportunidade de instalar o projeto no coração da cidade. Segundo o advogado Raul Murad, professor de propriedade intelectual da PUC-RJ, a acusação de plágio não foi qualificada, visto que as esculturas são distintas, com posicionamentos diferentes, relevos musculares e expressões faciais específicos. Para fins do direito autoral, o mote da obra tende a ser visto como uma ideia abstrata e, assim, incapaz de ser apropriado com exclusividade por uma única pessoa. Sobre os protestos anticapitalistas, a estátua é feita em fibra e resina ao invés de metais nobres, sendo projetada para ser barata e “anti-ostentação”.
Ela foi retirada uma semana depois pelo Governo de São Paulo. Na época, tanto Rafael quanto a B3 afirmaram que o Touro de Ouro possuía as autorizações vigentes dos órgãos municipais para sua instalação, como da Subprefeitura Sé e do Departamento do Patrimônio Histórico (DPH), da Secretaria Municipal da Cultura, para exposição em logradouro público. Parte da questão do licenciamento foi causada devido à proximidade da estátua com a marca Vai Tourinho, da XP Investimentos.

## Obras de Rafael Brancatelli
Touro de Ouro: Instalada em frente à B3 em São Paulo em 16 de novembro de 2021. Contratada pela Bolsa Brasileira, a escultura foi idealizada em parceria com o economista Pablo Spyer.
Touro Vermelho: Localizada em Teresina, Piauí, em frente a uma farmácia da rede Toureiros, a escultura de quase 4 metros de comprimento é marcada pela vibrante cor vermelha.
Touro Seleon: Uma escultura verde e musculosa de cerca de 4 metros, instalada na entrada Seleon Biotecnologia, responsável por participar de 20% da produção nacional de sêmen bovino no mercado de inseminação brasileiro.
Elefante Bambuí: Localizada no Parque Bambuí, em Campos do Jordão, São Paulo, em 2024, trata-se de um elefante multicolorido com facetas triangulares.
Bira – Mascote do Botafogo: Em julho de 2024, Brancatelli inaugurou a escultura do mascote Bira no Estádio Nilton Santos, no Rio de Janeiro. Com 4,5 metros de altura, a obra dourada é acessível ao público e foi apresentada durante um evento que contou com a presença de representantes do clube e torcedores.
Jaguar Negro: Inaugurada em Jaguariúna, São Paulo, a escultura foi doada pela empresa Jaguar Plásticos como parte das celebrações pelos 70 anos da cidade. Com 5 metros de comprimento, a obra faz referência ao significado do nome da cidade, derivado do termo guarani “Yaguara”, que significa onça.
Touro Indomável: Patrocinada pela Motorola, a obra foi doada à cidade de Jaguariúna como parte das comemorações do aniversário de 70 anos da cidade, conhecida por sua ligação com a pecuária e por sediar um dos maiores rodeios do mundo.
Cavalos Brancos: Esta escultura, instalada em uma rotatória de Jaguariúna, foi doada pela Agro Maripá como a terceira de uma sequência de obras em celebração aos 70 anos da cidade. Conhecida como a “Capital Nacional do Cavalo”, a obra remete a história dos viajantes e tropeiros nas aberturas das rotas para o Sertão em busca do ouro.
Amor, um gesto universal: Instalada em Jaguariúna, São Paulo, no dia 30 de dezembro de 2024, a obra “Amor, um gesto universal” faz parte de um série de esculturas do artista que faz parte do novo cenário turístico da cidade. Diferente de suas esculturas anteriores, geralmente focadas na fauna, esta peça marca o início de uma coleção dedicada à temática do coração. Localizada em um ponto estratégico da cidade, a obra simboliza o amor como força universal.